# Palazzo Koch

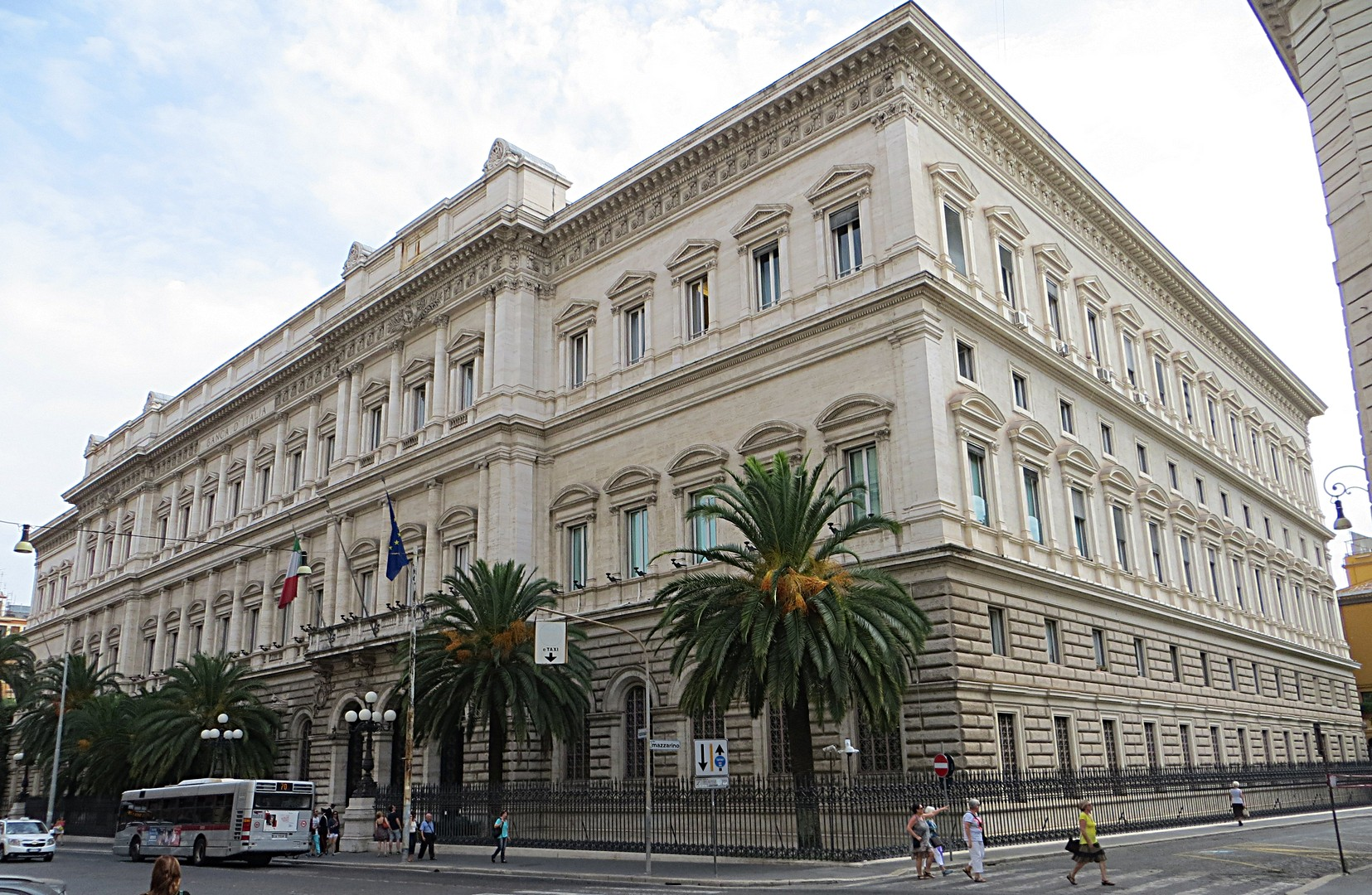
Vista do palácio.

Palazzo Koch é um palácio neorenascentista localizado na Via Nazionale, no rione Monti de Roma, e que hoje abriga a sede do banco central italiano, Banca d'Italia. Foi construído entre 1888 e 1892 e seu nome é uma referência ao arquiteto responsável pelo projeto, Gaetano Koch.

## Descrição
O edifício mede 109 x 60 metros, com 37 metros de altura. A fachada principal é feita de mármore travertino com características das ordens dórica, jônica e coríntia. Dos cinco andares, dois são subterrâneos. Apesar disto, eles também tem janelas por causa de um fosso (8 metros de largura e 5 de profundidade) que rodeia três lados do edifício. Há duas entradas simétricas na Via Nazionale, mas apenas uma delas está sendo utilizada atualmente:2.
Com adições posteriores, também utilizadas pelo banco central, o Palazzo Koch atualmente ocupa um quarteirão inteiro. O complexo inclui salas utilizadas pela Banca d'Italia para eventos oficiais, pela alta administração, o escritório central, a Biblioteca Paolo Baffi e o Museu do Dinheiro:2.
O edifício foi construído à volta de dois pátios internos. O Pátio de Honra (o mais ocidental deles) também ostenta as três ordens clássicas em suas fachadas e um nicho abriga um busto do arquiteto do palácio. Uma arcada que leva ao edifício vizinho, que antigamente abrigava uma impressora de notas de dinheiro, está de frente para uma fonte com uma estátua de Antínoo criada durante o reinado de Adriano:2. A ala entre os dois pátios abriga a Sala della Lupa, na qual está uma cópia da Loba Capitolina, que dá acesso à principal escadaria, chamada Scalone d'Onore. Esta escadaria de mais de três metros de largura se estende até o último piso sem nenhum apoio central e na base estão dois sarcófagos do século III:2.
O piso nobre (o primeiro andar) conta com candelabros de vidro de Murano, piso e batentes de mármore e tapeçarias de seda nas paredes. As salas públicas também abrigam diversas obras de arte, de estátuas, pinturas europeias (séculos XVI-XIX) até peças orientais, como leões chineses (das dinastias Han e Wei), cabeças de Buda cambojanas e artefatos indianos e persas:3–5.
No centro da fachada na direção da Via Nazionale está o Salone dei Partecipanti ("Salão dos Acionistas"), com 300 metros quadros; ali é realizada a reunião dos acionistas da Banca d'Italia e do discurso anual do governador, no final de maio:3.